# 黑豹 (漫畫)
黑豹，本名為鐵查拉，是一名由漫威漫畫所創作的虛構超級英雄。他首次出現在1966年6月出版的《驚奇四超人》#52中，由著名漫畫編輯史丹·李和漫畫家傑克·科比共同創造。黑豹是史上第一名在主流美國漫畫登場的非諷刺黑人英雄。在漫畫故事中，黑豹是虛構非洲國家瓦干達的國王。
在IGN的超級英雄票選中被選為第51名最受喜歡的角色。

## 能力
在非洲東部的隱密國家瓦干達，「黑豹（Black Panther）」是一個由當地的國王代代相傳的名號。作為瓦干達的國王，每一代黑豹都需要吃下一種心型的藥草以跟黑豹神建立心靈上的連結。帝查拉（T'Challa）正是獲得了黑豹神所加護的國王，他因此獲得了極為敏銳的五官、超人的身體素質、天才級的智商和獸性，而且對各種魔法攻擊免疫。
帝查拉亦是一名相當優秀的獵人，擁有十分精準的野外定向追蹤能力，他同時亦是一名畢業於英國牛津大學的物理學博士和一位相當優秀的發明家，他利用汎合金打造了極為強大的國家武力及各種軍事武器，他自己也是使用由汎合金製造的黑豹戰衣和裝備進行作戰。

## 其他媒體

### 電影
- 《終極復仇者2》（2006年）：動畫電影，「黑豹」帝查拉由傑佛瑞·D·山姆斯（英语：Jeffrey D. Sams）配音。
- 漫威電影宇宙：由查德維克·博斯曼飾演「黑豹」帝查拉（英语：T'Challa (Marvel Cinematic Universe)）。
  - 《美國隊長3：英雄內戰》（2016年）[2][3]
  - 《黑豹》（2018年）
  - 《復仇者聯盟3：無限之戰》（2018年）[4]
  - 《復仇者聯盟：終局之戰》（2019年）
  - 《黑豹2：瓦干達萬歲》（2022年）：在片中被交代因患病而去世。

### 電視
- 《黑豹（英语：Black Panther (TV series)）》：動畫劇集，由吉蒙·韓蘇配音。
- 漫威電影宇宙：由查德維克·博斯曼回歸聲演「黑豹」帝查拉。
  - 《無限可能：假如…？》第一季（2021年）[5][6]：動畫劇集，配音演出，查德維克·博斯曼的遺作之一。

### 遊戲
- 《漫威英雄 Online》：玩家創角時可選擇黑豹為遊戲角色，或另付費購買。
- 《漫威：未來之戰》：手機遊戲，黑豹是玩家可使用角色之一[7]。
- 《漫威超級戰爭》
- 《漫威復仇者聯盟》
- 《漫威爭鋒》：由詹姆斯·C·馬西斯三世（英语：James C. Mathis III）配音。

## 外部連結
- Marvel百科中的黑豹 （页面存档备份，存于）（英文）